# Christel Hoffmann (Theaterwissenschaftlerin)

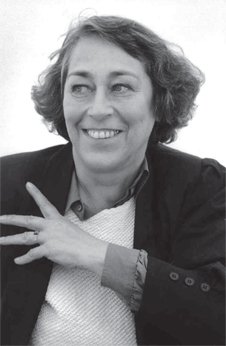
Christel Hoffmann, vor 2012

Christel Hoffmann, geborene Schulze (* 19. April 1936 in Burkau), ist eine deutsche Theaterwissenschaftlerin und -pädagogin.

## Leben
Nach dem Studium der Theaterwissenschaften an der Theaterhochschule in Leipzig (1954–1958) war Christel Hoffmann zunächst Dramaturgin am Landestheater Neustrelitz und an den Städtischen Bühnen in Leipzig. In den 1960er und 1970er Jahren war sie Chefdramaturgin am Theater der Freundschaft in Berlin. 1973 erfolgte ihre Promotion an der Humboldt-Universität zu Berlin mit einer Arbeit über die Geschichte und historischen Bezüge des Kinder- und Jugendtheaters der DDR. In den frühen 1980er Jahren folgte ein Wechsel als Fachmethodikerin für Darstellendes Spiel an den Pionierpalast in Berlin. Ab 1986 arbeitete Hoffmann als wissenschaftliche Mitarbeiterin des Büros für internationale Fragen des Kinder- und Jugendtheaters der DDR und wurde damit die letzte Direktorin der DDR-ASSITEJ. Von 1990 bis 2001 war sie Mitarbeiterin des Kinder- und Jugendtheaterzentrums in der Bundesrepublik Deutschland und leitete das Berliner Büro und zahlreiche Projekte.
Von 1990 bis 1994 nahm sie Lehraufträge an der Hochschule der Künste in Berlin wahr. Seit 1994 unterrichtet sie an der Zürcher Hochschule der Künste und seit 2001 ist sie Honorarprofessorin am Institut für Theaterpädagogik der Hochschule Osnabrück. Von 1993 bis 1995 war sie Künstlerische Leiterin des Theatertreffens der Jugend in Berlin. Darüber hinaus wirkt sie regelmäßig an der Konzeption bzw. Organisation von Festivals und Theatertreffen mit, u. a. beim Internationalen Regieseminar für Kinder- und Jugendtheater, der Spurensuche – Treffen Freier Kinder- und Jugendtheater und gibt Workshops im In- und Ausland zur Methodik des Theaters mit Kindern und den Erzählweisen des epischen Theaters.

## Publikationen
- Theater für Junge Zuschauer. Akademieverlag Berlin 1976.
- Kinder- und Jugendtheater der Welt. Henschelverlag Berlin 1978, 2. Aufl. 1984.
- Die Pfosten sind, die Bretter aufgeschlagen … Theater von Aischylos bis Brecht. Kinderbuchverlag Berlin 1984, 2. Aufl. 1988.
- Spielen und Theaterspielen. Kinderbuchverlag Berlin 1989, Neuausgabe: Deutscher Theaterverlag 2009.
- Theater spielen mit Kindern und Jugendlichen. Konzepte, Methoden & Übungen. Juventa Verlag Weinheim und München 1999, 2. Aufl. 2004. (Hg., gemeinsam mit Annett Israel)
- Spiel.raum.theater. Aufsätze, Reden und Anmerkungen zum Theater für junge Zuschauer und zur Kunst des Darstellenden Spiels- Peter Lang Verlag, Frankfurt am Main u. a. 2006.
- Seit 1998 Herausgeberin der Arbeitshefte zum Kinder- und Jugendtheater. Schriftenreihe des Kinder- und Jugendtheaterzentrums in der Bundesrepublik Deutschland. Frankfurt am Main.[4]
- Horst Hawemann – Leben üben: Improvisationen und Notate. Theater der Zeit Berlin 2014. (Hg. in Kooperation mit der Hochschule für Schauspielkunst „Ernst Busch“ und ASSITEJ Deutschland).